# Gottardo Ortelli
Gottardo Ortelli (Viggiù, 28 novembre 1938 – Varese, 21 settembre 2003) è stato un pittore, critico d'arte, docente e politico italiano.

## Biografia
Gottardo Ortelli, artista legato allo studio del colore, è stato tra i protagonisti della giovane avanguardia milanese degli ultimi anni Sessanta.
Frequenta l'Accademia di Brera a Milano, dove si trasferisce (1960-61) e diventa assistente di Domenico Cantatore si dedica all'insegnamento (1962), e diviene poi titolare della cattedra di pittura nel 1974. Vi rimarrà fino al 1995.
Dal 1975 al 1980 è assessore all'urbanistica e ai lavori pubblici di Viggiù dove è sorto il Museo, dedicato allo scultore Enrico Butti, di cui è stato il direttore dal 1977 al 1995.
Nel 1977 ha istituito il "Premio dell'Orsa".  Nell'ambito di questo premio vengono allestite delle mostre e Ortelli invita molti artisti quali Giò Pomodoro, Gianni Berengo Gardin, Gianni Colombo, Concetto Pozzati.
Nel luglio del 1978 viene allestita la mostra "Disseminazione", prima al Museo Butti e poi presso Villa Mirabello a Varese. L'idea ha due valenze: dal punto di vista artistico rappresenta la dispersione dei segni nell'ambiente, dal punto di vista culturale indica il tentativo di allargare nel territorio le attività culturali, "seminare" partendo dal museo, inteso come luogo dove il patrimonio deve essere flessibile per animare il discorso culturale. Nell'agosto del 1978 si tiene la mostra del fumetto politico con 120 disegni di Chiappori. Tra le mostre personali più importanti ricordiamo quelle del 1978 a Palazzo dei Diamanti a Ferrara, del 1982 alla Biennale di Venezia, del 1984 al Padiglione d'Arte Contemporanea di Milano, del 1986 nelle Sale di Villa Mirabello a Varese, del 1993 a Palazzo Forti a Verona, del 1994 presso Studio Reggiani di Milano e da ultimo l'importante antologica al Museo della Permanente nel 1995.
Tutto ciò senza tralasciare altre attività culturali: infatti nell'aprile del 1980 tiene un seminario di tecniche teatrali orientali e nel giugno dello stesso anno organizza la mostra "I Longhi: una famiglia di architetti tra manierismo e barocco", portata poi l'anno successivo a Roma.
Nel 1992 viene nominato assessore alla cultura del comune di Varese, sotto la giunta guidata da Raimondo Fassa: ricoprirà l'incarico fino alla scadenza della legislatura.
Nel 1994 assume la gerenza del Premio Chiara e nel 1996 è cofondatore e primo presidente dell'Associazione Amici di Piero Chiara, che si fa direttamente carico dell'organizzazione del suddetto concorso e di tutte le attività correlate. Nel 1997 idea e istituisce il Premio Chiara alla carriera.
Colpito da una forma tumorale, muore a Varese nel 2003.

## Attività pittorica
La sua pittura viene così definita dal critico Giorgio Cortenova:
L'Accademia di Brera lo considera invece uno dei protagonisti della pittura italiana dell'ultimo trentennio del XX secolo.
- 1978 espone le sue opere al Palazzo dei Diamanti a Ferrara.
- 1982 partecipa alla Biennale di Venezia e alla Quadriennale di Roma; a quest'ultima riparteciperà anche nel 1986.
- 1984 espone al Padiglione d'Arte Contemporanea di Milano.
- 1992 cura la mostra Arte contemporanea 1. Acquisizioni e donazioni, Shimizu Tetsuro, presso il Museo Butti, Viggiù (Varese).
- 1994 le sue opere vengono esposte all'Ikeda Public Museum of Art di Nagano (Giappone) in una mostra antologica personale[3][4].
- 1995 mostra antologica al Museo della Permanente a Milano.
- 2013 - Galleria Ghiggini, Varese, Da colore a colore, Italo Bressan, Claudio Olivieri, Gottardo Ortelli, Shimizu Tetsuro, a cura di Claudio Cerritelli.
- 2015 - Galleria Il Milione, Milano, Galleria Antonio Battaglia, Milano, Astrazione fluida, Italo Bressan, Gottardo Ortelli, Shimizu Tetsuro, a cura di Claudio Cerritelli.
- 2015 - Mutteo Butti, Viggiù (Varese), Slittamenti del cuore, 9 artisti allievi di Gottardo Ortelli, a cura di Claudio Cerritelli.